# هاداکا نو تسوکی‌آی
هاداکا نو تسوکی‌آی (به ژاپنی: 裸の付き合い Hadaka no tsukiai)، به معنی همراهی برهنه ایده ای در ژاپن است که گذراندن وقت با هم برهنگی امکان گفتگوی بازتر و صادقانه تر را می‌دهد. هاداکا نو تسوکی‌آی روابط عشق افلاطونی به جای جنسی است.
یک خانواده، گروهی از زنان خانه‌دار از همان محله، گروهی از تاجران، یا گروهی از همکلاسی‌ها ممکن است زمانی را برهنه در یک حمام سنتو (حمام ژاپنی)، در چشمه آب گرم اونسن با هم بگذرانند، یا در یک باشگاه سلامت این به فرصت‌هایی برای پیوند اجتماعی اجازه می‌دهد.